# Nora Rios
Nora Ulrika Rios, född 29 september 1999, är en svensk skådespelerska uppvuxen i Uppsala. 
Hon är bland annat känd för sin roll som Mio i C Mores dramaserie Heartbeats (2022) och Suleika "Sulle" Wasem i SVT:s dramathriller Kalifat (2020).

## Filmografi (i urval)
- 2015 – Arne Dahl: Mörkertal (TV-serie)
- 2016 – Beck – Sista dagen
- 2020 – Kalifat (TV-serie)
- 2020 – Morden i Sandhamn (TV-serie)
- 2021 – Heder (TV-serie)
- 2022 – Svart krabba
- 2022 – Meningen med livet (TV-serie)
- 2022 – Heartbeats (TV-serie)
- 2025 – Ett ärligt liv
- 2025 – Vi på Saltkråkan (TV-serie)